# 2020–2021-es román labdarúgó-bajnokság (első osztály)
A 2020–2021-es román labdarúgó-bajnokság (hivatalos nevén Casa Liga 1) a román labdarúgó-bajnokság legmagasabb szintű versenyének 103. alkalommal megrendezett bajnoki éve. A bajnokságban 2005-06-os szezon után újra 16 csapat vesz részt.
A bajnoki címvédő a CFR Cluj, mely a klub történetének 6. bajnoki címe.
A rájátszás szabályai megváltoztak, az alapszakasz első hat csapata kvalifikálódik a play-off körbe, az utolsó 10 pedig a play-out versenyre. Az első 6 csapat két mérkőzést fog játszani egymással, de a play-out rendszerben csak egy mérkőzést játszanak egymás ellen. A play-out verseny végén az első két helyezett (7. és 8.) egy mérkőzést játszik majd egymás ellen és a győztese a play-off verseny 3. helyezettjével mérkőzik meg az utolsó Európa Konferencia Liga helyért.
A play-out verseny végén a 15. és a 16. helyezett csapatokat kiesnek a Liga II-be, a 13. és a 14. helyezett csapat osztályozó mérkőzést vív a Liga II. 3. és 4. csapatával.

## Csapatok
| FCSB              | Universitatea Craiova | CFR Cluj | Argeș Pitești          |
| ----------------- | --- | --- | ---------------------- |
| Arena Națională   | Ion Oblemenco | Dr. Constantin Rădulescu | Nicolae Dobrin         |
| Férőhely: 55,634  | Férőhely: 30,929 | Férőhely: 23,500 | Férőhely: 15,000       |
|                   | | |                        |
| Dinamo București  | UTA Arad | Astra Giurgiu | Gaz Metan Mediaș       |
| Arena Națională   | Francisc von Neuman | Marin Anastasovici | Gaz Metan              |
| Férőhely: 55,634  | Férőhely: 12,700 | Férőhely: 8,500 | Férőhely: 7,814        |
|                   | | |                        |
| Politehnica Iași  | Bukarest Universitatea Craiova CFR Cluj Chindia Târgoviște CSM Studențesc Iași FC Astra Giurgiu CS Gaz Metan Mediaș Sepsi OSK FC Hermannstadt FC Viitorul Constanța FC Academica Clinceni FC Argeș Pitești FC UTA Arad FC Botoșani Casa Liga 1 csapatai FCSB FC Dinamo București FC Voluntari Casa Liga 1 Bukarest környékbeli csapatai | Bukarest Universitatea Craiova CFR Cluj Chindia Târgoviște CSM Studențesc Iași FC Astra Giurgiu CS Gaz Metan Mediaș Sepsi OSK FC Hermannstadt FC Viitorul Constanța FC Academica Clinceni FC Argeș Pitești FC UTA Arad FC Botoșani Casa Liga 1 csapatai FCSB FC Dinamo București FC Voluntari Casa Liga 1 Bukarest környékbeli csapatai | FC Botoșani            |
| Emil Alexandrescu | Bukarest Universitatea Craiova CFR Cluj Chindia Târgoviște CSM Studențesc Iași FC Astra Giurgiu CS Gaz Metan Mediaș Sepsi OSK FC Hermannstadt FC Viitorul Constanța FC Academica Clinceni FC Argeș Pitești FC UTA Arad FC Botoșani Casa Liga 1 csapatai FCSB FC Dinamo București FC Voluntari Casa Liga 1 Bukarest környékbeli csapatai | Bukarest Universitatea Craiova CFR Cluj Chindia Târgoviște CSM Studențesc Iași FC Astra Giurgiu CS Gaz Metan Mediaș Sepsi OSK FC Hermannstadt FC Viitorul Constanța FC Academica Clinceni FC Argeș Pitești FC UTA Arad FC Botoșani Casa Liga 1 csapatai FCSB FC Dinamo București FC Voluntari Casa Liga 1 Bukarest környékbeli csapatai | Municipal              |
| Férőhely: 11,390  | Bukarest Universitatea Craiova CFR Cluj Chindia Târgoviște CSM Studențesc Iași FC Astra Giurgiu CS Gaz Metan Mediaș Sepsi OSK FC Hermannstadt FC Viitorul Constanța FC Academica Clinceni FC Argeș Pitești FC UTA Arad FC Botoșani Casa Liga 1 csapatai FCSB FC Dinamo București FC Voluntari Casa Liga 1 Bukarest környékbeli csapatai | Bukarest Universitatea Craiova CFR Cluj Chindia Târgoviște CSM Studențesc Iași FC Astra Giurgiu CS Gaz Metan Mediaș Sepsi OSK FC Hermannstadt FC Viitorul Constanța FC Academica Clinceni FC Argeș Pitești FC UTA Arad FC Botoșani Casa Liga 1 csapatai FCSB FC Dinamo București FC Voluntari Casa Liga 1 Bukarest környékbeli csapatai | Férőhely: 7,782        |
|                   | Bukarest Universitatea Craiova CFR Cluj Chindia Târgoviște CSM Studențesc Iași FC Astra Giurgiu CS Gaz Metan Mediaș Sepsi OSK FC Hermannstadt FC Viitorul Constanța FC Academica Clinceni FC Argeș Pitești FC UTA Arad FC Botoșani Casa Liga 1 csapatai FCSB FC Dinamo București FC Voluntari Casa Liga 1 Bukarest környékbeli csapatai | Bukarest Universitatea Craiova CFR Cluj Chindia Târgoviște CSM Studențesc Iași FC Astra Giurgiu CS Gaz Metan Mediaș Sepsi OSK FC Hermannstadt FC Viitorul Constanța FC Academica Clinceni FC Argeș Pitești FC UTA Arad FC Botoșani Casa Liga 1 csapatai FCSB FC Dinamo București FC Voluntari Casa Liga 1 Bukarest környékbeli csapatai |                        |
| Sepsi OSK         | Bukarest Universitatea Craiova CFR Cluj Chindia Târgoviște CSM Studențesc Iași FC Astra Giurgiu CS Gaz Metan Mediaș Sepsi OSK FC Hermannstadt FC Viitorul Constanța FC Academica Clinceni FC Argeș Pitești FC UTA Arad FC Botoșani Casa Liga 1 csapatai FCSB FC Dinamo București FC Voluntari Casa Liga 1 Bukarest környékbeli csapatai | Bukarest Universitatea Craiova CFR Cluj Chindia Târgoviște CSM Studențesc Iași FC Astra Giurgiu CS Gaz Metan Mediaș Sepsi OSK FC Hermannstadt FC Viitorul Constanța FC Academica Clinceni FC Argeș Pitești FC UTA Arad FC Botoșani Casa Liga 1 csapatai FCSB FC Dinamo București FC Voluntari Casa Liga 1 Bukarest környékbeli csapatai | Hermannstadt           |
| Municipal         | Bukarest Universitatea Craiova CFR Cluj Chindia Târgoviște CSM Studențesc Iași FC Astra Giurgiu CS Gaz Metan Mediaș Sepsi OSK FC Hermannstadt FC Viitorul Constanța FC Academica Clinceni FC Argeș Pitești FC UTA Arad FC Botoșani Casa Liga 1 csapatai FCSB FC Dinamo București FC Voluntari Casa Liga 1 Bukarest környékbeli csapatai | Bukarest Universitatea Craiova CFR Cluj Chindia Târgoviște CSM Studențesc Iași FC Astra Giurgiu CS Gaz Metan Mediaș Sepsi OSK FC Hermannstadt FC Viitorul Constanța FC Academica Clinceni FC Argeș Pitești FC UTA Arad FC Botoșani Casa Liga 1 csapatai FCSB FC Dinamo București FC Voluntari Casa Liga 1 Bukarest környékbeli csapatai | Municipal              |
| Férőhely: 5,200   | Bukarest Universitatea Craiova CFR Cluj Chindia Târgoviște CSM Studențesc Iași FC Astra Giurgiu CS Gaz Metan Mediaș Sepsi OSK FC Hermannstadt FC Viitorul Constanța FC Academica Clinceni FC Argeș Pitești FC UTA Arad FC Botoșani Casa Liga 1 csapatai FCSB FC Dinamo București FC Voluntari Casa Liga 1 Bukarest környékbeli csapatai | Bukarest Universitatea Craiova CFR Cluj Chindia Târgoviște CSM Studențesc Iași FC Astra Giurgiu CS Gaz Metan Mediaș Sepsi OSK FC Hermannstadt FC Viitorul Constanța FC Academica Clinceni FC Argeș Pitești FC UTA Arad FC Botoșani Casa Liga 1 csapatai FCSB FC Dinamo București FC Voluntari Casa Liga 1 Bukarest környékbeli csapatai | Férőhely: 5,000        |
|                   | Bukarest Universitatea Craiova CFR Cluj Chindia Târgoviște CSM Studențesc Iași FC Astra Giurgiu CS Gaz Metan Mediaș Sepsi OSK FC Hermannstadt FC Viitorul Constanța FC Academica Clinceni FC Argeș Pitești FC UTA Arad FC Botoșani Casa Liga 1 csapatai FCSB FC Dinamo București FC Voluntari Casa Liga 1 Bukarest környékbeli csapatai | Bukarest Universitatea Craiova CFR Cluj Chindia Târgoviște CSM Studențesc Iași FC Astra Giurgiu CS Gaz Metan Mediaș Sepsi OSK FC Hermannstadt FC Viitorul Constanța FC Academica Clinceni FC Argeș Pitești FC UTA Arad FC Botoșani Casa Liga 1 csapatai FCSB FC Dinamo București FC Voluntari Casa Liga 1 Bukarest környékbeli csapatai | Stadion-renovat-Sibiu  |
| Voluntari         | Viitorul Constanța | Academica Clinceni | AFC Chindia Târgoviște |
| Anghel Iordănescu | Viitorul | Clinceni | Ilie Oană Stadium      |
| Férőhely: 4,600   | Férőhely: 4,554 | Férőhely: 4,500 | Férőhely: 15,073       |
|                   | | |                        |

## Alapszakasz
Az alapszakaszban a 16 csapat kétszer mérkőzik egymással, csapatonként összesen 30 mérkőzést játszanak. Az első 6 csapat a felsőházban, a többiek az alsóházban folytatják a bajnokságot.

### Tabella
| Hely. | Csapat                | M  | Gy | D  | V  | G+ | G– | Gk  | P  | Továbbjutás |
| ----- | --------------------- | -- | -- | -- | -- | -- | -- | --- | -- | ----------- |
| 1.    | FCSBKgy               | 30 | 20 | 5  | 5  | 57 | 22 | +35 | 65 | Felsőház    |
| 2.    | CFR ClujCv            | 30 | 19 | 7  | 4  | 42 | 15 | +27 | 64 | Felsőház    |
| 3.    | Universitatea Craiova | 30 | 16 | 10 | 4  | 33 | 14 | +19 | 58 | Felsőház    |
| 4.    | Sepsi OSK             | 30 | 10 | 15 | 5  | 43 | 31 | +12 | 45 | Felsőház    |
| 5.    | Academica Clinceni    | 30 | 10 | 14 | 6  | 30 | 26 | +4  | 44 | Felsőház    |
| 6.    | Botoșani              | 30 | 11 | 9  | 10 | 39 | 36 | +3  | 42 | Felsőház    |
| 7.    | Argeș PiteștiÚ        | 30 | 10 | 10 | 10 | 33 | 41 | −8  | 40 | Alsóház     |
| 8.    | Chindia Târgoviște    | 30 | 10 | 9  | 11 | 24 | 26 | −2  | 39 | Alsóház     |
| 9.    | Astra Giurgiu         | 30 | 9  | 11 | 10 | 38 | 39 | −1  | 38 | Alsóház     |
| 10.   | UTA AradÚ             | 30 | 9  | 10 | 11 | 26 | 36 | −10 | 37 | Alsóház     |
| 11.   | Gaz Metan Mediaș      | 30 | 9  | 6  | 15 | 33 | 41 | −8  | 33 | Alsóház     |
| 12.   | Voluntari             | 30 | 8  | 8  | 14 | 32 | 40 | −8  | 32 | Alsóház     |
| 13.   | Viitorul Constanța    | 30 | 6  | 13 | 11 | 36 | 37 | −1  | 31 | Alsóház     |
| 14.   | Dinamo București      | 30 | 7  | 6  | 17 | 26 | 41 | −15 | 27 | Alsóház     |
| 15.   | Hermannstadt          | 30 | 5  | 11 | 14 | 28 | 40 | −12 | 26 | Alsóház     |
| 16.   | Politehnica Iași      | 30 | 7  | 4  | 19 | 29 | 64 | −35 | 25 | Alsóház     |

A bajnokság sorrendjét a következők szerint állapítják meg: 
1. több szerzett pont az összes mérkőzésen (egy győzelem 3 pont, egy döntetlen 1 pont, egy vereség 0 pont),
2. jobb gólkülönbség az azonosan álló csapatok között lejátszott mérkőzéseken
3. több lőtt gól az azonosan álló csapatok között

Ha két vagy több csapat a fenti három kritérium alapján is azonos eredménnyel áll, akkor a következők szerint kell meghatározni a sorrendet:
1. jobb gólkülönbség az összes mérkőzésen,
2. több lőtt gól az összes mérkőzésen.
3. több szerzett pont az azonosan álló csapatok között lejátszott mérkőzéseken,
4. Büntető rúgások, ha csak két csapatnak van azonos számú pontja, és a csoport utolsó fordulójában találkoztak, valamint az összes fenti kritérium alkalmazása után össze is megegyeznek a mutatóik. (nem használható, ha több mint két csapat áll azonos pontszámmal);
5. Fair play pontszám (-1 pont egy sárga lapért, -3 pont két sárga lapot követő piros lapért, -4 pont egy azonnali piros lapért, -5 pont egy sárga lap és egy azonnali piros lapért);
6. UEFA club coefficiens alapján;
7. sorsolás

## Rájátszás

### Felsőház
| Hely. | Csapat                | M  | Gy | D | V | G+ | G– | Gk  | P  | Továbbjutás                                 |
| ----- | --------------------- | -- | -- | - | - | -- | -- | --- | -- | ------------------------------------------- |
| 1.    | CFR Cluj              | 10 | 7  | 1 | 2 | 15 | 5  | +10 | 54 | Bajnokok ligája 1.selejtezőkör              |
| 2.    | FCSB                  | 10 | 3  | 3 | 4 | 13 | 14 | −1  | 45 | UEFA Európa Konferencia Liga 2.selejtezőkör |
| 3.    | Universitatea Craiova | 10 | 3  | 3 | 4 | 9  | 11 | −2  | 41 | UEFA Európa Konferencia Liga 2.selejtezőkör |
| 4.    | Sepsi OSK             | 10 | 5  | 2 | 3 | 11 | 8  | +3  | 40 | UEFA Európa Konferencia Liga pótselejzető   |
| 5.    | Academica Clinceni    | 10 | 3  | 2 | 5 | 10 | 15 | −5  | 33 |                                             |
| 6.    | Botoșani              | 10 | 3  | 1 | 6 | 13 | 18 | −5  | 31 |                                             |

### Alsóház
| Hely. | Csapat             | M | Gy | D | V | G+ | G– | Gk | P  | Továbbjutás vagy kiesés                   |
| ----- | ------------------ | - | -- | - | - | -- | -- | -- | -- | ----------------------------------------- |
| 7.    | Chindia Târgoviște | 9 | 4  | 4 | 1 | 7  | 3  | +4 | 36 | UEFA Európa Konferencia Liga pótselejzető |
| 8.    | UTA Arad           | 9 | 4  | 1 | 4 | 7  | 9  | −2 | 32 |                                           |
| 9.    | Gaz Metan Mediaș   | 9 | 4  | 3 | 2 | 15 | 10 | +5 | 32 |                                           |
| 10.   | Viitorul Constanța | 9 | 5  | 1 | 3 | 9  | 4  | +5 | 32 | UEFA Európa Konferencia Liga pótselejzető |
| 11.   | FC Argeș           | 9 | 3  | 2 | 4 | 10 | 7  | +3 | 31 |                                           |
| 12.   | Dinamo București   | 9 | 5  | 2 | 2 | 11 | 8  | +3 | 31 |                                           |
| 13.   | Voluntari          | 9 | 3  | 3 | 3 | 6  | 7  | −1 | 28 | Osztályozó                                |
| 14.   | Hermannstadt       | 9 | 4  | 1 | 4 | 6  | 9  | −3 | 26 | Osztályozó                                |
| 15.   | Astra Giurgiu      | 9 | 1  | 2 | 6 | 6  | 12 | −6 | 24 | Liga II                                   |
| 16.   | Politehnica Iași   | 9 | 2  | 1 | 6 | 7  | 15 | −8 | 20 | Liga II                                   |

Az UTA Aradnak és a Gaz Metan csapatának nem sikerült megszereznie az UEFA licencet.
Bajnokságot vezető csapatok nevei, fordulónkénti bontásban

## Európa Konferencia Liga indulásért való pótselejtező
Az elődöntőben a Liga  7. és a 10. helyezettjei egy mérkőzést játszik. A győztes csapat játszik a Sepsi OSK csapatával és a találkozó nyertese indulhat a Európa Konferencia Liga 2.selejtezőkörében
|  | Elődöntők              | Elődöntők              | Elődöntők             |                       |   | Döntő     | Döntő     | Döntő |  |
|  |                        |                        |                       |                       |   |           |           |       |  |
|  |                        |                        |                       |                       |   | Sepsi OSK | Sepsi OSK | 1     |  |
|  |                        |                        |                       |                       |   | Sepsi OSK | Sepsi OSK | 1     |  |
|  |                        |                        | FC Viitorul Constanța | FC Viitorul Constanța | 0 |           |           |       |  |
|  | AFC Chindia Târgoviște | AFC Chindia Târgoviște | FC Viitorul Constanța | FC Viitorul Constanța | 0 | 2         |           |       |  |
|  | AFC Chindia Târgoviște | AFC Chindia Târgoviște |                       |                       |   |           |           |       |  |
|  | FC Viitorul Constanța  | FC Viitorul Constanța  | 3                     |                       |   |           |           |       |  |

### Elődöntő
| 2021. május 27. 19:30 |

| AFC Chindia Târgoviște | 2-3   | FC Viitorul Constanța                |
| ---------------------- | ----- | ------------------------------------ |
| Popa 6' Rață 64'       | (1-1) | Artean 36' Fernandes 49' Tsoumou 86' |

| Ilie Oană Stadium, Târgoviște |

### Döntő
| 2021. május 30. 20:30 |

| Sepsi OSK    | 1-0   | FC Viitorul Constanța |
| ------------ | ----- | --------------------- |
| Aganović 42' | (1-0) |                       |

| Városi Stadion, Sepsiszentgyörgy |

## Osztályozó mérkőzések
| 1. csapat        | Össz. | 2. csapat    | 1. mérk. | 2. mérk. |
| ---------------- | ----- | ------------ | -------- | -------- |
| Dunărea Călăraşi | –     | Voluntari    | 1–2      | 0–4      |
| Mioveni          | –     | Hermannstadt | 0–0      | 2–1      |

| 2021. május 29. 18:00 |

| Dunărea Călăraşi | 1-2               | Voluntari             |
| ---------------- | ----------------- | --------------------- |
| Kanda 31'        | (1-1) Jegyzőkönyv | Betancor 42' Vlad 73' |

| Ion Comșa, Călărași Játékvezető: Sebastian Colțescu |

| 2021. május 29. 15:30 |

| Mioveni | 0-0         | Hermannstadt |
| ------- | ----------- | ------------ |
|         | Jegyzőkönyv |              |

| Orășenesc, Mioveni Játékvezető: Ovidiu Hațegan |

| 2021. június 3. 20:30 |

| Voluntari                                             | 4-0               | Dunărea Călăraşi |
| ----------------------------------------------------- | ----------------- | ---------------- |
| Droppa 7' Betancor 18' Armaș 79' Achim 86' (11-esből) | (2-0) Jegyzőkönyv |                  |

| Anghel Iordănescu, Voluntari Játékvezető: Horia Mladinovici |

| 2021. június 2. 19:00 |

| Hermannstadt | 1-2         | Mioveni                  |
| ------------ | ----------- | ------------------------ |
| Yazalde 21'  | Jegyzőkönyv | Massaro 72' Panait 90+3' |

| Gaz Metan, Medgyes Játékvezető: Horațiu Feșnic |

## Góllövőlista
2021. május 20.
| Hely | Játékos            | Klub                  | Gól |
| ---- | ------------------ | --------------------- | --- |
| 1    | Florin Tănase      | FCSB                  | 24  |
| 2    | Cephas Malele      | FC Argeș              | 18  |
| 3    | Dennis Man         | FCSB                  | 14  |
| 3    | Hamidou Keyta      | Botoșani              | 14  |
| 4    | Ciprian Deac       | CFR Cluj              | 13  |
| 5    | Alexandru Cicâldău | Universitatea Craiova | 11  |
| 6    | Kevin Luckassen    | Viitorul Constanța    | 9   |
| 6    | Ronaldo Deaconu    | Gaz Metan             | 9   |
| 7    | Constantin Budescu | Astra Giurgiu         | 8   |
| 7    | Gabriel Debeljuh   | CFR Cluj              | 8   |
| 7    | Olimpiu Morutan    | FCSB                  | 8   |

## Nemzetközi szereplés
Az eredmények minden esetben a romániai labdarúgócsapatok szemszögéből értendőek.
(o) – otthon játszott, (i) – idegenben játszott mérkőzés.
| Csapat                   | Kiírás          | Forduló         | Ellenfél            | 1. mérk.          | 2. mérk. |
| ------------------------ | --------------- | --------------- | ------------------- | ----------------- | -------- |
| CFR Cluj                 | Bajnokok ligája | 1. selejtezőkör | Floriana FC         | 2-0               | nincs    |
| CFR Cluj                 | Bajnokok ligája | 2. selejtezőkör | Dinamo Zagreb       | 2-2 (t:5-6)       | nincs    |
| CFR Cluj                 | Európa-liga     | 3. selejtezőkör | Djurgårdens IF      | 1-0 (i)           | nincs    |
| CFR Cluj                 | Európa-liga     | Playoff         | KuPS                | 3-1 (o)           | nincs    |
| CFR Cluj                 | Európa-liga     | 1.forduló       | AS Roma             | 0-2 (o)           | 0-5 (i)  |
| CFR Cluj                 | Európa-liga     | 2.forduló       | Young Boys          | 1-1 (o)           | 1-2 (i)  |
| CFR Cluj                 | Európa-liga     | 3.forduló       | CSZKA Szofija       | 0-0 (o)           | 2-0 (i)  |
| CS Universitatea Craiova | Európa-liga     | 1. selejtezőkör | Lokomotivi Tbiliszi | 1-2 (i)           | nincs    |
| FC Botoșani              | Európa-liga     | 1.selejtezőkör  | Ordabaszi FK        | 2-1 (i)           | nincs    |
| FC Botoșani              | Európa-liga     | 2.selejtezőkör  | FK Skendija         | 0-1 (o)           | nincs    |
| FCSB                     | Európa-liga     | 1.selejtezőkör  | FA Sirak Gjumri     | 3-0 (o)           | nincs    |
| FCSB                     | Európa-liga     | 2.selejtezőkör  | FK TSC Bačka Topola | 6-6 (bün:5-4) (i) | nincs    |
| FCSB                     | Európa-liga     | 3.selejtezőkör  | FC Slovan Liberec   | 0-2 (o)           | nincs    |